# Rioja (DOC)
Pour les articles homonymes, voir Riojan (homonymie) et La Rioja (homonymie).
 (mars 2024).
Si vous disposez d'ouvrages ou d'articles de référence ou si vous connaissez des sites web de qualité traitant du thème abordé ici, merci de compléter l'article en donnant les références utiles à sa vérifiabilité et en les liant à la section « Notes et références ».
La Denominación de Origen Calificada (équivalent espagnol de l'A.O.C., appellation d'origine contrôlée) Rioja est une des appellations d'origine les plus réputées d'Espagne pour les vins rouges depuis le milieu du XIXe siècle. Parmi les appellations d'origine (Denominación de Origen, DO) d'Espagne, elle est une des deux seules, avec le priorat, à jouir de la distinction DOC.
Son étendue dépasse les limites de la communauté autonome, ou région administrative autonome, de La Rioja, et couvre également des portions des communautés autonomes de Navarre, du Pays basque, et de Castille et Léon.
Les rioja sont des vins fins, aromatiques et équilibrés.
On y distingue trois sous-régions : Rioja Alta, Rioja Baja et Rioja Alavesa.

## Géographie et climat

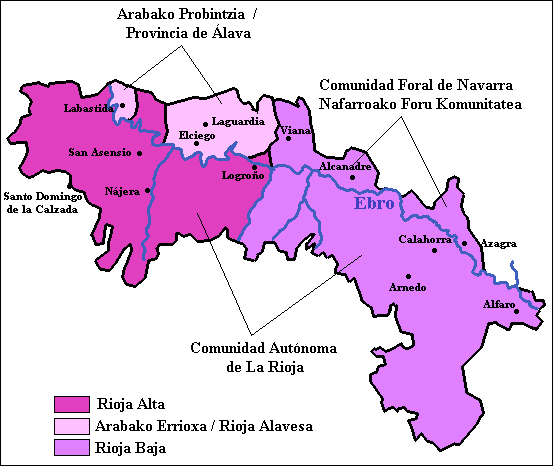
Les trois sous-régions de production

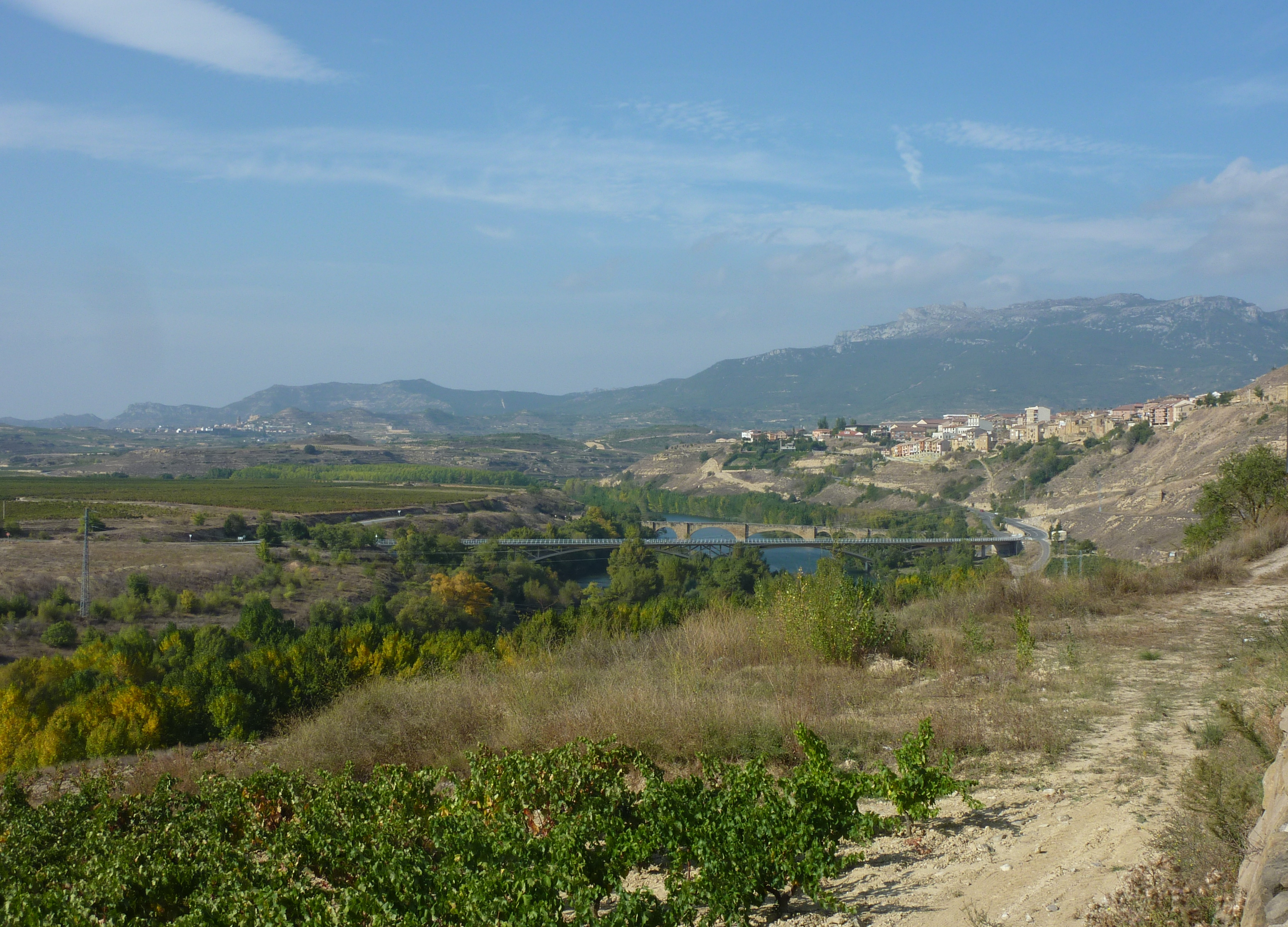
La Rioja Alta et l'Èbre près de Briones

La région viticole se situe au Sud des monts Cantabriques, dans la vallée de l'Èbre et de l'Oja (rio Oja), dans des vallées situées à une certaine altitude et marquées par un climat continental. Plus précisément, les vignobles sont généralement plantés sur des plateaux situés environ 400 m au-dessus du niveau de la mer. Les montagnes Cantabriques isolent les vignobles et les protègent de certaines intempéries qui autrement descendraient du Nord et de l'Atlantique.

## Rioja Alta
Couvrant l'ouest de l'appellation, au sud de l'Alava, en allant vers Burgos (elle comprend "l'enclave de Burgos"), cette sous-région est aussi plus élevée en altitude (400 à 500 m) que la Rioja Baja, donc moins chaude et marquée par une saison plus courte, ce qui confère un caractère plus classique, disons même plus proche du modèle français non-méridional, à ses crus, plus légers.
Le cépage dominant y est le tempranillo. Le mot Temprano signifie « tôt » en castillan : il atteint sa maturité deux semaines avant le grenache.

## Rioja Alavesa
Cette section de l'appellation se trouve au nord de l'Èbre, dans la province basque d'Alava. Le climat est semblable à la Rioja Alta, et pourtant les vins sont plus ronds et plus denses quoique toujours en finesse.  La densité de vignes par hectare est plus faible à cause d'un sol rocheux, pratique viticole qui favorise cette richesse. Comme dans la Rioja Alta, la région se spécialise dans le tempranillo. Ces deux zones, situées en hauteur (400 à 500 m) et exposées aux brises nocturnes fraîches du nord, bénéficient d'une fraîcheur bénéfique à la qualité des vins.

## Rioja Baja
Cette sous-région (sud-est), la plus basse - descendant jusqu'à 300 m d'altitude, est plus chaude ; elle est, un peu à la manière de la Castille centrale, davantage influencée par la Méditerranée et des effets continentaux à la fois ce qui la rend plus sèche.
La sécheresse augmentant, l'irrigation y est désormais permise depuis les années 1990.
Les vins sont plus foncés et plus alcooliques. 
Cette région viticole s'étend en Navarre, et donne des vins qui peuvent être embouteillés sous l'appellation navarra ou rioja, selon des choix qui dépendent des décisions du viticulteur et des bodegas (rendement, etc.).
Pourvus de moins d'acidité et moins aromatiques, les vins de cette sous-région sont en fait très souvent appréciés comme apport dans des assemblages avec des crus des autres sous-régions pour produire un vin équilibré.
Cette subdivision s'avère idéale pour le grenache, cépage noble qui apporte un caractère plus méridional que le tempranillo privilégié dans les deux autres subdivisions situées en plus grande altitude.

## Histoire
La vigne a été introduite dans la région, comme en Hispanie, par les Phéniciens, les Carthaginois et les Romains, voire les Celtibères, également buveurs de cidre.
Les documents les plus anciens faisant référence à de la vigne plantée dans la région remontent au IXe siècle de notre ère. Dans le cartullaire de San Millán, en effet, elles apparaissent dans la description d'une donation où est mentionné le monastère de Saint-André (San Andrès) de Trepeana, aujourd'hui Treviana. Même si l'on a longtemps considéré que la vigne était surreprésentée dans le paysage rural de la Rioja du Moyen Âge central (Xe – XIIIe siècles), on sait aujourd'hui qu'il faut nuancer cette idée : la vigne y occupait sa place habituelle dans les campagnes médiévales. C'est seulement à la fin du XIIIe siècle que l'on enregistre les premières exportations de vin hors de la région : la viticulture devenait commerciale. La région semble avoir évolué vers la spécialisation viticole, dont les premiers signes apparaissent au XVe siècle.
Cependant, c'est à l'époque de la Renaissance que le vignoble commence à s'organiser avec un premier sceau de qualité, sous l'impulsion des viticulteurs de Logroño (XVIe siècle).
En 1787, est créée la Real Sociedad Económica de Cosecheros de Rioja.
Dans les années 1850-1860, Luciano, marquis de Murrieta (bodega Marqués de Murrieta) réalise ce qui est considéré comme le premier vin fin de la région et d'Espagne après un séjour d'apprentissage à Bordeaux. 
Le marquis de Riscal partage ses idées. Lui aussi séjourne à Bordeaux. Ensemble, ils modernisent la vinification locale en important notamment la pratique du fût de chêne et le cabernet sauvignon.
Exactement à la même époque, le domaine de Vega Sicilia (D.O. Ribera del Duero) adopte la même stratégie de sa propre initiative et atteint lui aussi à la même reconnaissance, mais de façon plus isolée. En revanche, dans la Rioja, sous l'impulsion des grandes bodegas, c'est toute une région viticole qui jouit bientôt d'une réputation internationale.
Le Marquis de Riscal encourage notamment le conseil d'Avalà à embaucher l'œnologue bordelais Jean Pineau.
À partir de ce moment, la région s'est mise à l'école des techniques de vinification bordelaises afin d'atteindre les sommets de la qualité.
Les viticulteurs surprennent cependant les Riscal et Murrieta en obtenant des résultats d'aussi bonne qualité en appliquant simplement ces techniques bordelaises d'excellence au tempranillo.
Les vins de Rioja seront récompensés dès la seconde moitié du siècle par de nombreux grands prix internationaux.
En 1892 est fondée la station de viticulture et d'œnologie de Haro (Estacion de Viticultura y Enologia de Haro), pour améliorer le contrôle de qualité de manière continue.
En 1902, un édit royal (Real Orden) détermine une origine officielle des vins de Rioja.
En 1926 est créé un Consejo Regulador (régie) pour délimiter officiellement la zone viticole, délivrer une garantie du vin et contrôler l'usage de l'appellation "Rioja".
En 1970, la D.O., ou appellation d'origine, est reconnue légalement par la loi espagnole.
En 1991, elle obtient la Denominacion de Origen Calificada, c'est-à-dire qu'elle accède à une reconnaissance supérieure.

## Viticulture
Le vin rouge de Rioja est un assemblage spécifique de cépages espagnols. Il s'agit du tempranillo (environ 60 à 70 %), du grenache noir (environ 15 à 20 %), ainsi que du mazuelo - appelé cariñena ailleurs en Espagne et carignan en France - généralement aux alentours de 10 %) et du graciano (environ 5 %), spécialité locale, en proportions beaucoup plus faibles.
Les vins rosés sont habituellement extraits des mêmes cépages.
Les bodegas de Riscal et de Murrieta étaient depuis les années 1860, partisanes de l'inclusion de cabernet sauvignon dans l'assemblage, et il n'a jamais disparu du domaine propre du Marquès de Riscal.
Le Rioja blanc est constitué principalement de Viura (ou Macabeo), avec un apport de Grenache blanc et de Malvoisie.
Le rendement dans la Rioja est faible, 20 % plus faible que la moyenne nationale, afin de donner des raisins plus concentrés. Sur ce plan, les vieilles vignes sont particulièrement appréciées.

## Vinification et caractéristiques

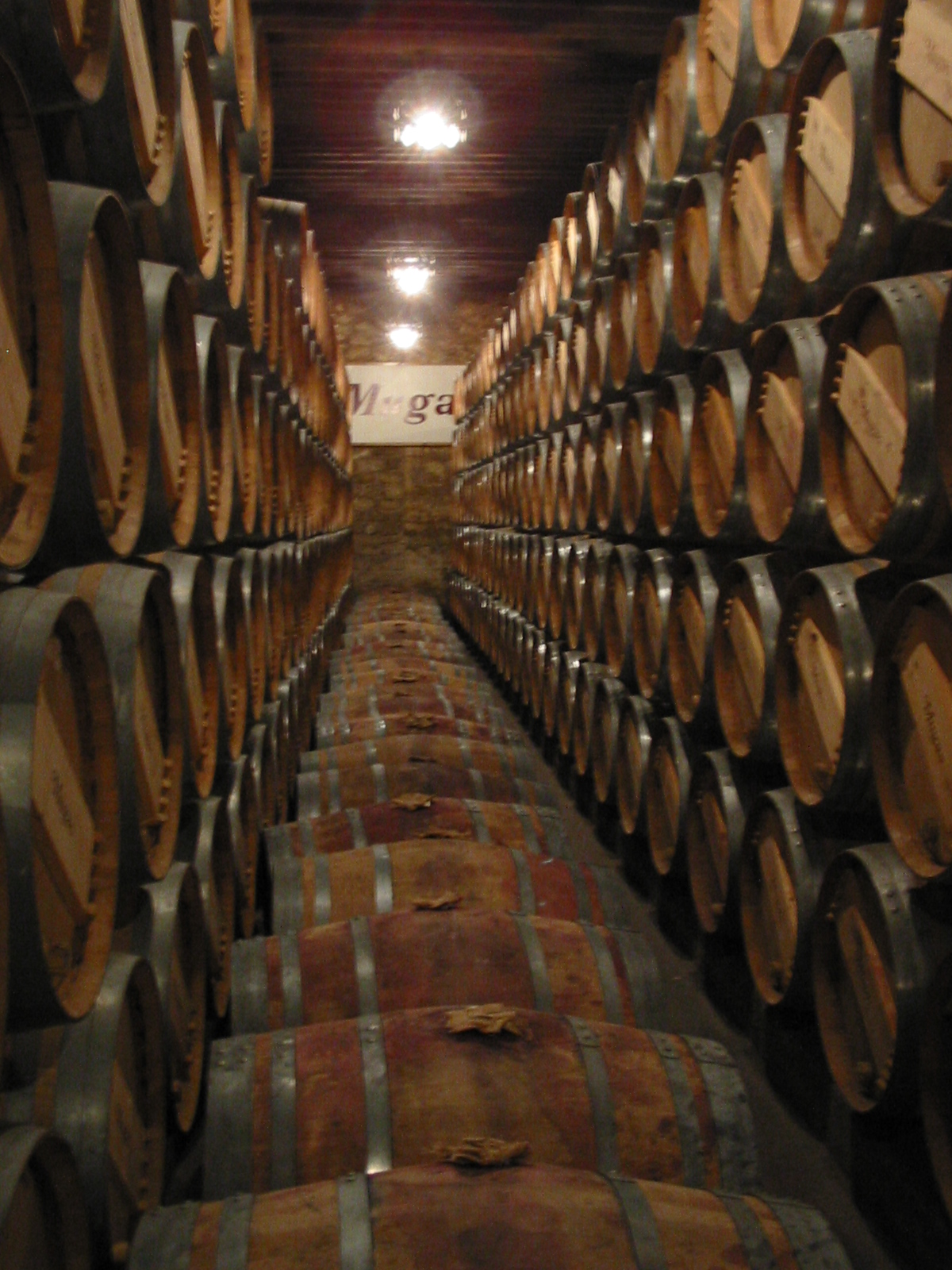
Tonneaux dans une bodega
de la Rioja.

Une des caractéristiques des vins de Rioja est le vieillissement en fût de chêne, introduite au XVIIIe siècle sous l'influence des marchands bordelais, dont La Rioja fut longtemps emblématique en Espagne (la pratique s'est répandue). 
À l'origine en barriques de chêne français, aujourd'hui, le vieillissement emploie des barriques de chêne américain et de chêne français (comme dans beaucoup de régions, c'est pour diminuer les coûts, le chêne français étant plus cher quoique beaucoup plus doux).
Naguère, il n'était pas rare que certaines bodegas fassent vieillir 15, voire 20 ans, leurs vins rouges avant mise en marché.
Ainsi, la bodega Marqués de Murrieta a mis en vente en 1983 son Rioja Gran Reserva 1942.
Comme partout dans le monde du vin, les pratiques ont changé sous l'influence d'un jeune public plus habitué au goût sucré des boissons gazeuses qu'aux goûts complexes des vins vieillis.
De même, les vins blancs étaient longuement vieillis en fût de chêne ce qui leur donnait un goût oxydé (qui caractérise toujours les Xérès, par ailleurs fort différents), et des arômes de caramel, de café et de noix grillées.
L'accent est mis sur la vivacité, la fraîcheur et le fruit des blancs.
La région a aussi été la première à inventer une sangria déjà mélangée et embouteillée, dans les années 1960.

## Catégories
Le vin rouge de Rioja est classé en quatre catégories.
1. "Rioja" tout court, passe au plus quelques mois en baril de chêne.
2. "Rioja Crianza", vieillit au moins deux ans, dont au moins un an en fût de chêne.
3. "Rioja Reserva", vieillit au moins trois ans, dont un en fût de chêne.
4. "Rioja Gran Reserva" vieillit au moins deux ans en fût de chêne et au moins trois en bouteille.
Il n'y aura pas forcément de Reserva ni de Gran Reserva à chaque millésime: seules les années jugées suffisamment bonnes le mériteront.
On remarquera que ce système de catégories (Crianza, Reserva, Gran Reserva) se retrouve dans beaucoup d'autres vignobles espagnols.
À noter également, la mention Crianza ou Reserva peut ne pas apparaître sur l'étiquette mais simplement sur le sceau de la D.O.C.

## Vignobles
La tradition dans La Rioja est celle des bodegas. Comme les négociants dans d'autres régions célèbres, ils achetaient le raisin des producteurs et s'occupaient de l'assemblage, du vieillissement, etc. Beaucoup des producteurs sont organisés en coopératives. Mais aujourd'hui l'accent a été mis sur un lien plus direct entre la bodega et les parcelles de viticulture.

## Maisons célèbres
Parmi les bodegas célèbres de Rioja, on peut signaler :
- Herederos del Marqués de Riscal
- Bodegas Marqués de Murrieta
- Bodegas Faustino Martinez (depuis 1860)
- Bodegas Palacio (achète tout son vin ; marques : Cosme Palacio y Hermanos ; Gloriosa)
- Cosecheros Alaveses (bodega fondée en 1985, possédant des vignes dans la partie basque, et vendant plusieurs cuvées recherchées et chères)
- Bodegas Campo Viejo (La plus grande de la Rioja, achetant en majorité de son propre vignoble ; marques : Albor, Campo Viejo, San Asensio, Marqués de Villamagna, etc.)
- La Rioja Alta, S.A.
- Federico Paternina S.A. (fondée en 1896)
- Bodegas Remirez de Ganuza
- Granja Nuestra Señora de Remelluri (un vin blanc hors norme)

## Honneur
L'astéroïde (209083) Rioja porte son nom.

### Vidéos
- [vidéo] « Le Rioja » sur Arte, 2004, 27 min.
- [vidéo] « L'Espagne - Le Rioja » sur Voyage, 2003, 52 min.
- (en) [vidéo] « The Wines of Rioja and Ribera del Duero » sur GuildSomm, 24 décembre 2016, 13 min.